# Liste der Bodendenkmale in Almdorf
In der Liste der Bodendenkmale in Almdorf sind die Bodendenkmale der Gemeinde Almdorf nach dem Stand der Bodendenkmalliste des Archäologischen Landesamts Schleswig-Holstein von 2016 aufgelistet.
| Denkmal-ID           | Befundart | Bezeichnung         | Zeitstellung | Lage | Bemerkungen                                   | Bild |
| -------------------- | --------- | ------------------- | ------------ | ---- | --------------------------------------------- | ---- |
| aKD-ALSH-Nr. 001 156 | Siedlung  | Warft/Deichsiedlung |              |      | Vor- und frühgeschichtliche/historische Warft |      |